# Бриллиантовый кинжал Картье
Бриллиантовый кинжал Картье (англ. Cartier Diamond Dagger) — ежегодная премия, присуждаемая Ассоциацией писателей-криминалистов Великобритании авторам, которые на протяжении жизни вносили значительный вклад в развитие жанра криминальной прозы. Первая премия была вручена в 1986 году.

## Список награждённых
- 1986 — Эрик Эмблер[1]
- 1987 — Филлис Дороти Джеймс[1]
- 1988 — Джон Ле Карре[1]
- 1989 — Дик Фрэнсис[1]
- 1990 — Джулиан Симонс[1]
- 1991 — Рут Ренделл[1]
- 1992 — Лесли Чартерис[1]
- 1993 — Эллис Питерс[1]
- 1994 — Майкл Гилберт[1]
- 1995 — Реджинальд Хилл[1]
- 1996 — Генри Китинг[1]
- 1997 — Колин Декстер[1]
- 1998 — Эван Хантер[1]
- 1999 — Маргарет Йорк[англ.][1]
- 2000 — Питер Ловси[1]
- 2001 — Лайонел Дэвидсон[англ.][1]
- 2002 — Сара Парецки[1]
- 2003 — Роберт Барнард[англ.][1]
- 2004 — Лоренс Блок[1]
- 2005 — Иэн Рэнкин[1]
- 2006 — Элмор Леонард[1]
- 2007 — Джон Харви[англ.][1]
- 2008 — Сью Графтон[1]
- 2009 — Эндрю Тейлор[англ.][1]
- 2010 — Вэл Макдермид[1]
- 2011 — Линдсей Дэвис[англ.][1]
- 2012 — Фредерик Форсайт[1]
- 2013 — Ли Чайлд[1]
- 2014 — Саймон Бретт[англ.][1]
- 2015 — Кэтрин Эрд[англ.][1]
- 2016 — Питер Джеймс[1]
- 2017 — Энн Кливз[1]
- 2018 — Майкл Коннелли[1]
- 2019 — Роберт Годдард[англ.][1]
- 2020 — Мартин Эдвардс[1]
- 2021 — Мартина Коул[англ.][1]
- 2022 — К. Дж. Сэнсом[1]
- 2023 — Уолтер Мосли[англ.][1]
- 2024 — Джеймс Ли Бёрк[англ.] и Линда Ла Плант[англ.][1]